# Эльзау
Эльзау (нем. Elsau) — коммуна в Швейцарии, в кантоне Цюрих.
Входит в состав округа Винтертур. Население составляет 3242 человека (на 31 декабря 2007 года). Официальный код — 0219.